# Bedotiidae

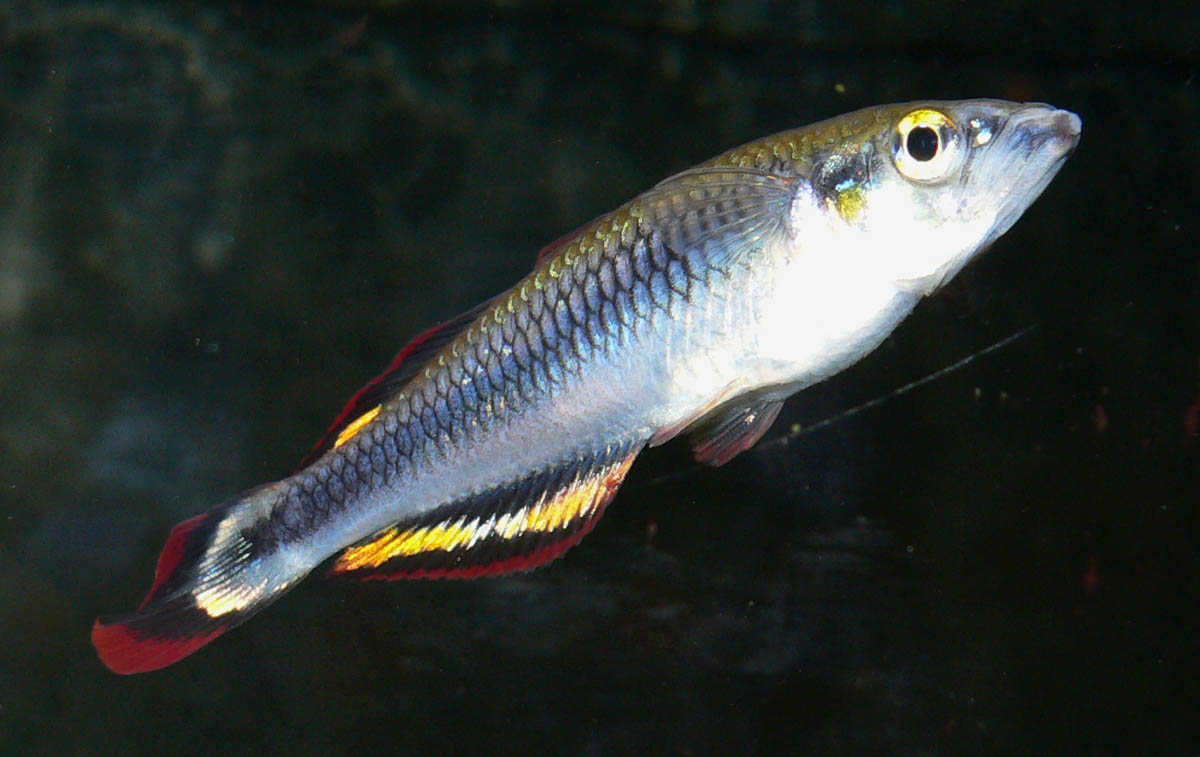
Краснохвостая бедоция (Bedotia geayi)

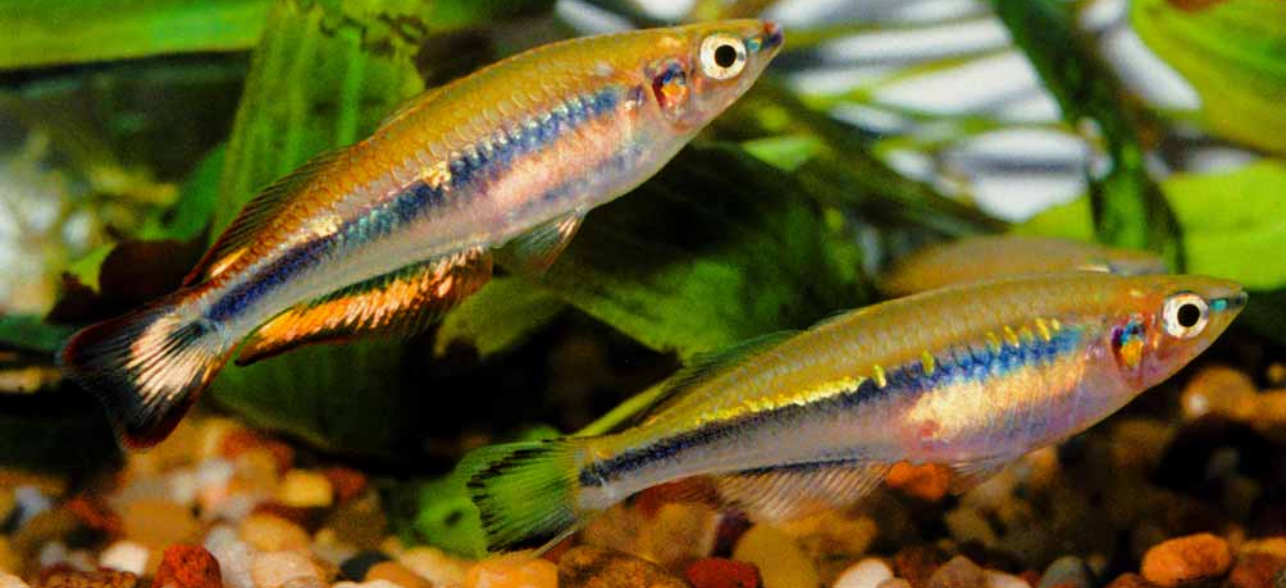
Пара молодых Bedotia madagascariensis

Bedotiidae (лат.) — семейство пресноводных рыб из отряда атеринообразных. У Bedotiidae продолговатое, невысокое, слегка сжатое с боков тело, редко превышающее 10 см в длину. Окраска достаточно яркая. Половой диморфизм у разных видов выражен в разной степени. Колючка анального плавника слабая или отсутствует, нет также сейсмосенсорного канала на крыловидно-ушной кости.
Эндемичное для Мадагаскара семейство. Обитают главным образом в лесных реках, ручьях и болотах в восточной и центральной частях острова (Rheocles derhami встречается на северо-востоке Мадагаскара). Природные популяции Bedotiidae находятся под серьезной угрозой из-за уничтожения их мест обитания вследствие интенсивной вырубки лесов и быстрого обезлесения острова. Представители этого семейства являются надёжными индикаторами здоровья и стабильности экосистемы, поскольку именно их популяции обычно первыми снижаются в численности или исчезают совсем в районах, где естественная среда подвергается антропогенному воздействию.

## Классификация
В семействе Bedotiidae 2 рода с 16 описанными и несколькими ещё формально не описанными видами:
- Bedotia
  -  Bedotia albomarginata
  -  Bedotia alveyi
  -  Bedotia geayi — Краснохвостая бедоция
  -  Bedotia leucopteron
  -  Bedotia longianalis
  -  Bedotia madagascariensis
  -  Bedotia marojejy
  -  Bedotia masoala
  -  Bedotia tricolor
  -  Bedotia sp. nov. «Ankavia-Ankavanana»
  -  Bedotia sp. nov. «Bemarivo»
  -  Bedotia sp. nov. «Betampona»
  -  Bedotia sp. nov. «Garassa»
  -  Bedotia sp. nov. «Lazana»
  -  Bedotia sp. nov. «Mahanara»
  -  Bedotia sp. nov. «Makira»
  -  Bedotia sp. nov. «Manombo»
  -  Bedotia sp. nov. «Namorona»
  -  Bedotia sp. nov. «Nosivola»
  -  Bedotia sp. nov. «Sambava»
  -  Bedotia sp. nov. «Vevembe»
- Rheocles
  -  Rheocles alaotrensis
  -  Rheocles derhami
  -  Rheocles lateralis
  -  Rheocles pellegrini
  -  Rheocles sikorae
  -  Rheocles vatosoa
  -  Rheocles wrightae